# Aggée
Aggée (חַגַּי qui signifie « Festif ») est le dixième des douze petits prophètes de la Bible. Il est l'auteur du Livre d'Aggée, qui fait partie de la Bible hébraïque ou Ancien Testament. Saint chrétien, il est fêté le 16 décembre en Occident. Il fut un contemporain du prophète Zacharie. Il est mentionné dans le Livre d'Esdras.

## Biographie
Aggée revint de Babylone avec Zorobabel et prophétisa à Jérusalem vers 521-520 av. J.-C., sous le règne du roi perse Darius Ier, puisque d'après le Livre d'Aggée, celui-ci prophétise à Jérusalem lors de la deuxième année du roi Darius,. Il encouragea les Juifs à rebâtir le Temple, en prédisant que le second serait plus illustre que le premier et l'égalerait un jour en « gloire ». Il rappelle que le Temple ne peut conférer la sainteté à un peuple qui commet des actions impures. La prophétie finale prédit la fin de l'Empire perse après une guerre civile.
Le Talmud attribue plusieurs lois à Aggée. 